# Pica pica
La urraca común (Pica pica), también conocida como picaza, picaraza, marica, pega, o hurraca, es una especie de ave paseriforme de la familia Corvidae que habita en Eurasia. Es una de las aves más comunes en Europa, habita hasta una altitud no superior a los 1500 m s. n. m.
La urraca común es una de las aves más inteligentes, y se cree que es más inteligente que la gran mayoría de los animales. La extensión del cuerpo estriado de su encéfalo tiene el mismo tamaño relativo que el de los chimpancés, orangutanes y humanos.

## Descripción

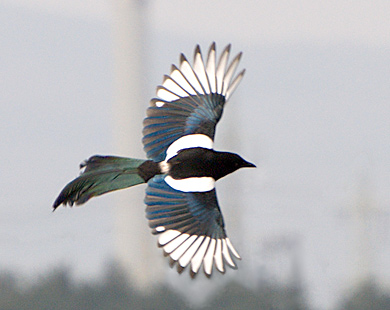
Urraca (P. p. pica) volando.

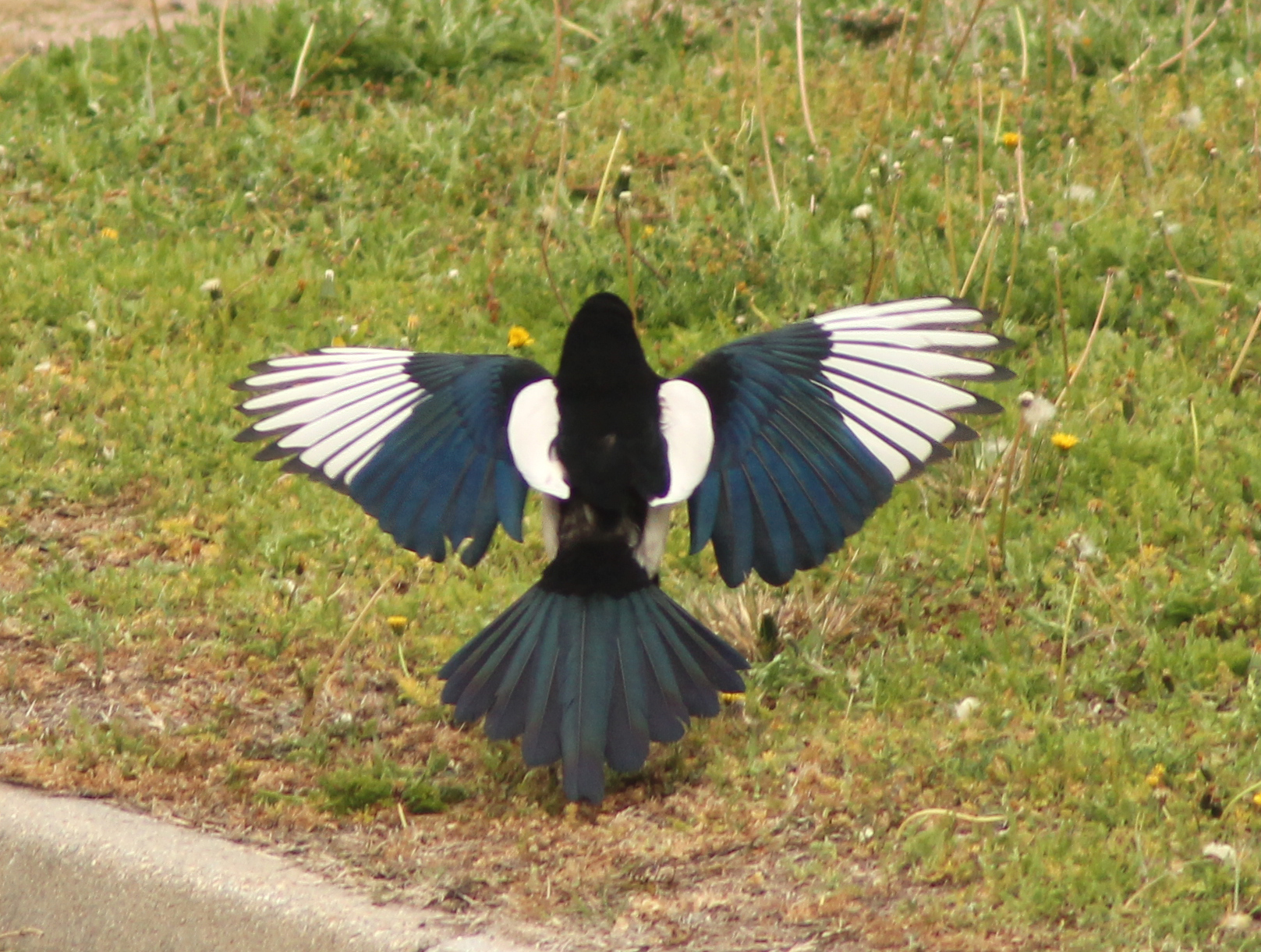
La subespecie ibérica (P. p. melanotos) caracterizada por tener las alas más cortas y menos blanco en las escápulas, y ser su obispillo casi siempre negro.

- Destaca por su cuerpo blanco y negro iridiscente, acabado en una larga cola de color azul o verde metálico dependiendo de cómo incida el sol, mide en torno a 45 cm de longitud con una envergadura de 60 cm. Es prácticamente inconfundible con otra ave.
- Los colores están distribuidos por su cuerpo de la siguiente forma: la cabeza, el pico, la cola y las patas son de color negro; el pecho y buena parte de las alas son blancas; la cola y las alas cobran un matiz azul o verde metalizado.
- Su cabeza y pico presentan la forma característica de la familia a la que pertenece, ojos pequeños y con un pico recto y fuerte.

Se caracteriza también por su larga cola escalonada y por sus alas cortas y redondeadas, cosa que hace su silueta parecida a la del rabilargo.
- No presenta dimorfismo sexual, a excepción de una mayor corpulencia de los ejemplares machos.
- Su voz es un matraqueo áspero: tcha-tcha-tcha-tcha-tcha.

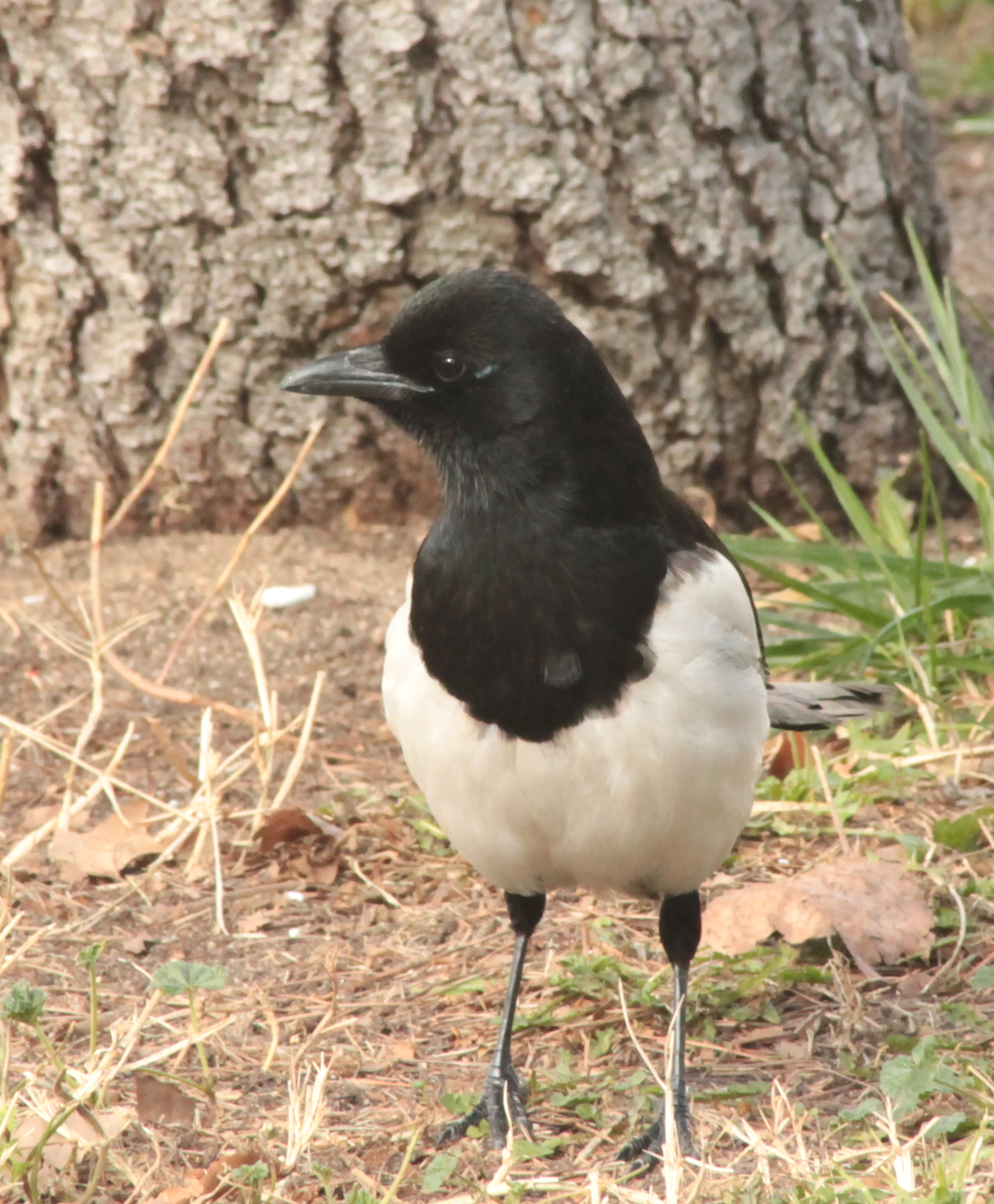
Algunos ejemplares de P. p. melanotos tienen una pequeña zona sin plumas tras los ojos.

## Hábitat
Está presente en cualquier hábitat, exceptuando bosques densos y parajes situados a más de 1500 m s. n. m. No obstante prefiere la proximidad de campos roturados o parajes degradados por el hombre (ciudades, basureros, carreteras), del mismo modo que le agrada la cercanía de poblaciones humanas.
Es una especie que ha conseguido adaptarse, multiplicarse y aprovecharse de las alteraciones del medio que provoca el ser humano.
Esta especie habita sobre todo parques y jardines.

## Distribución geográfica
Se encuentra distribuida en Europa y también las regiones templadas de Asia.
Su gran expansión es debida en gran parte a su carácter omnívoro e inteligencia que le permiten sobrevivir en ambientes muy degradados.

## Alimentación
Su pico no presenta ninguna adaptación específica, presentando una forma recta y fuerte que le permite acceder a casi cualquier tipo de comida. Esto es aprovechado por la urraca de excelente forma y presenta una alimentación omnívora. Es frecuente ver urracas próximas a las carreteras, andando a pequeños saltos, en busca de cualquier cosa comestible.
Come sobre todo insectos y cereales, aunque también carroña, huevos y polluelos e incluso pequeños mamíferos.

## Comportamiento
Cuando se ve amenazada procura llamar la atención de sus congéneres, avisándoles de su presencia. Cuando  son atacadas por aves predadoras se unen para revolotear a su alrededor increpándola con sus graznidos y no dejando que ataque de forma correcta. Asimismo, acosan en grupo a depredadores terrestres. Si, por el contrario, lo que descubren es un animal muerto de gran tamaño, también se agrupan y empiezan a emitir graznidos de forma estrepitosa para llamar la atención de cuervos y buitres, ya que necesitan que estos comiencen a abrir la dura piel del cadáver. Una vez saciados los grandes carroñeros como los buitres, alimoches, etc., actúan ellas para dejar los huesos pelados. También se aprecia un comportamiento inteligente al almacenar, en sitios que solo ellas conocen, los excedentes de alimento que encuentran. Se ha demostrado que esta ave puede reconocerse en un espejo, una capacidad que hasta ahora solo se había observado en primates, delfines y elefantes.
Con una enseñanza adecuada, desde pequeñas, pueden imitar la voz humana. Como otros córvidos, pueden diferenciar individualmente a personas conocidas.

## Reproducción

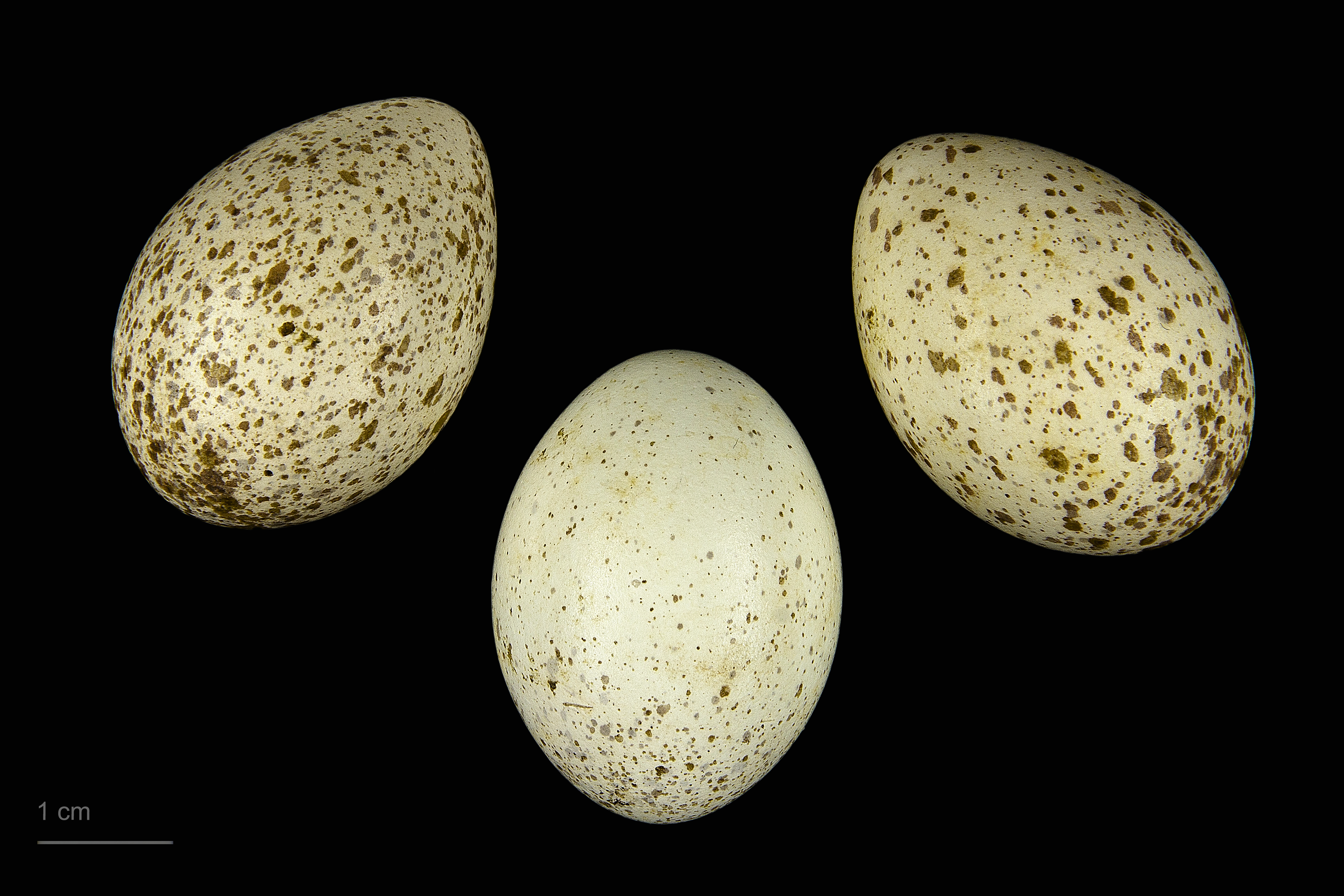
Pica pica pica - MHNT

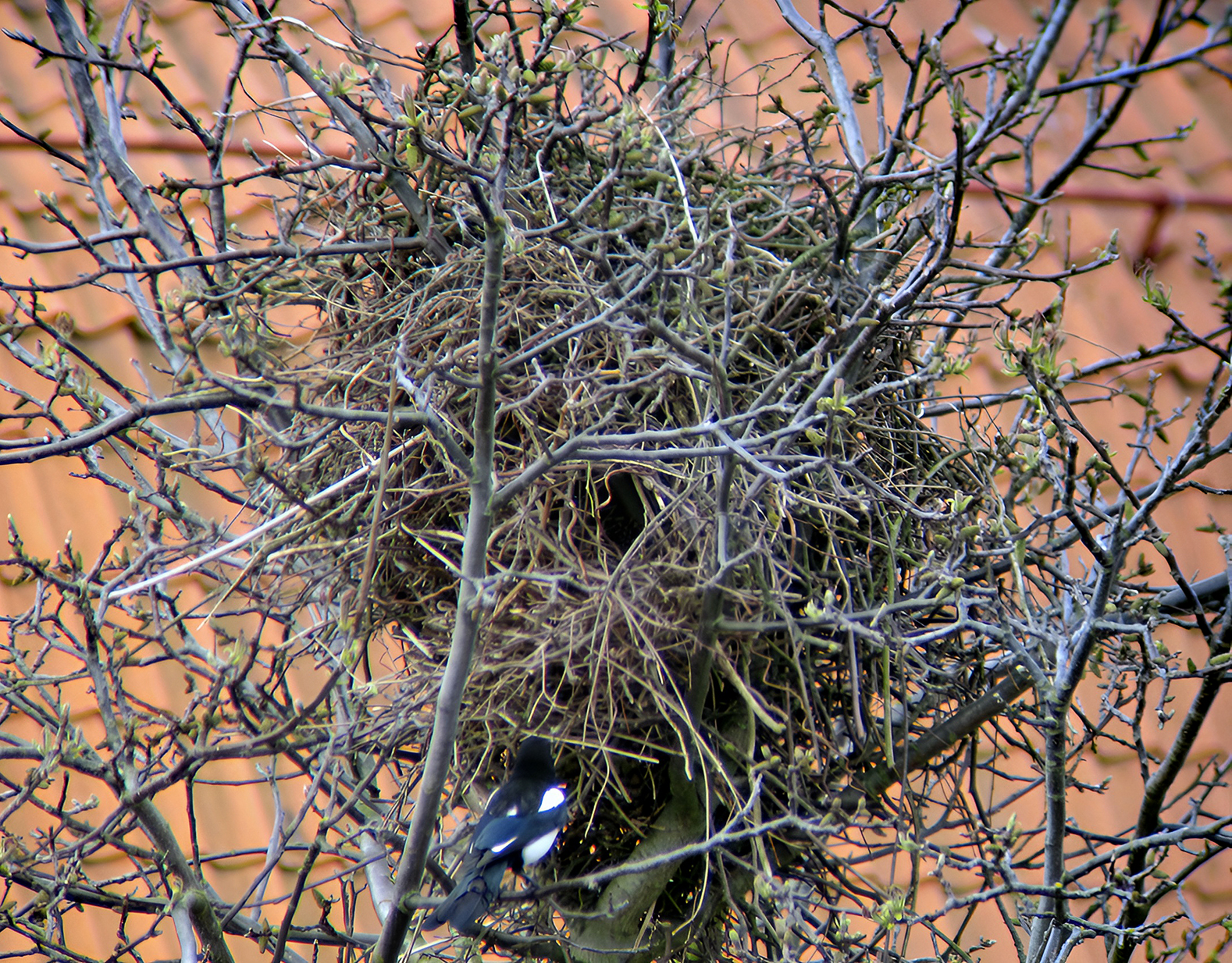
Pica pica.

La puesta se realiza en primavera y consta de entre cuatro y siete huevos, que son incubados durante aproximadamente veinte días. Los polluelos dependen de los padres y son alimentados durante un mes aproximadamente, hasta que comienzan a volar.

## Amenazas
Desde antiguo ha sido un ave amenazada por cazadores y agricultores que veían en la urraca un ave perniciosa para sus intereses cinegéticos por su depredación sobre ciertas especies como la perdiz, al consumir sus huevos. Hoy en día se la considera más bien beneficiosa, dado que consume bastante cantidad de insectos, sobre todo en la primavera y el verano, y también abundante carroña,[cita requerida] por lo que se ha disminuido dicha presión, lo que ha hecho que se expanda ampliamente. Otra de las razones que explican su gran expansión es que su peor y más característico enemigo, el azor, es cada vez más escaso. 
Se sabe que tiene malas relaciones con otras aves como el críalo, ave migratoria de la misma familia que el cuco. Cuando la urraca ha realizado su puesta, el críalo aprovecha la menor oportunidad para depositar sus huevos en el nido de la urraca. De esta forma las urracas incuban y alimentan a los polluelos del críalo también, y estos muchas veces por su nacimiento y desarrollo más precoz acaban con los polluelos de la urraca. Lo mismo puede decirse de sus relaciones con el lirón careto que también puede atacar a la urraca, aprovechando que en la noche se presenta sumamente vulnerable, devorando sus huevos y polluelos. Estos ataques pueden ir dirigidos, además de a procurarse el sustento, a apropiarse del nido para su propia reproducción.

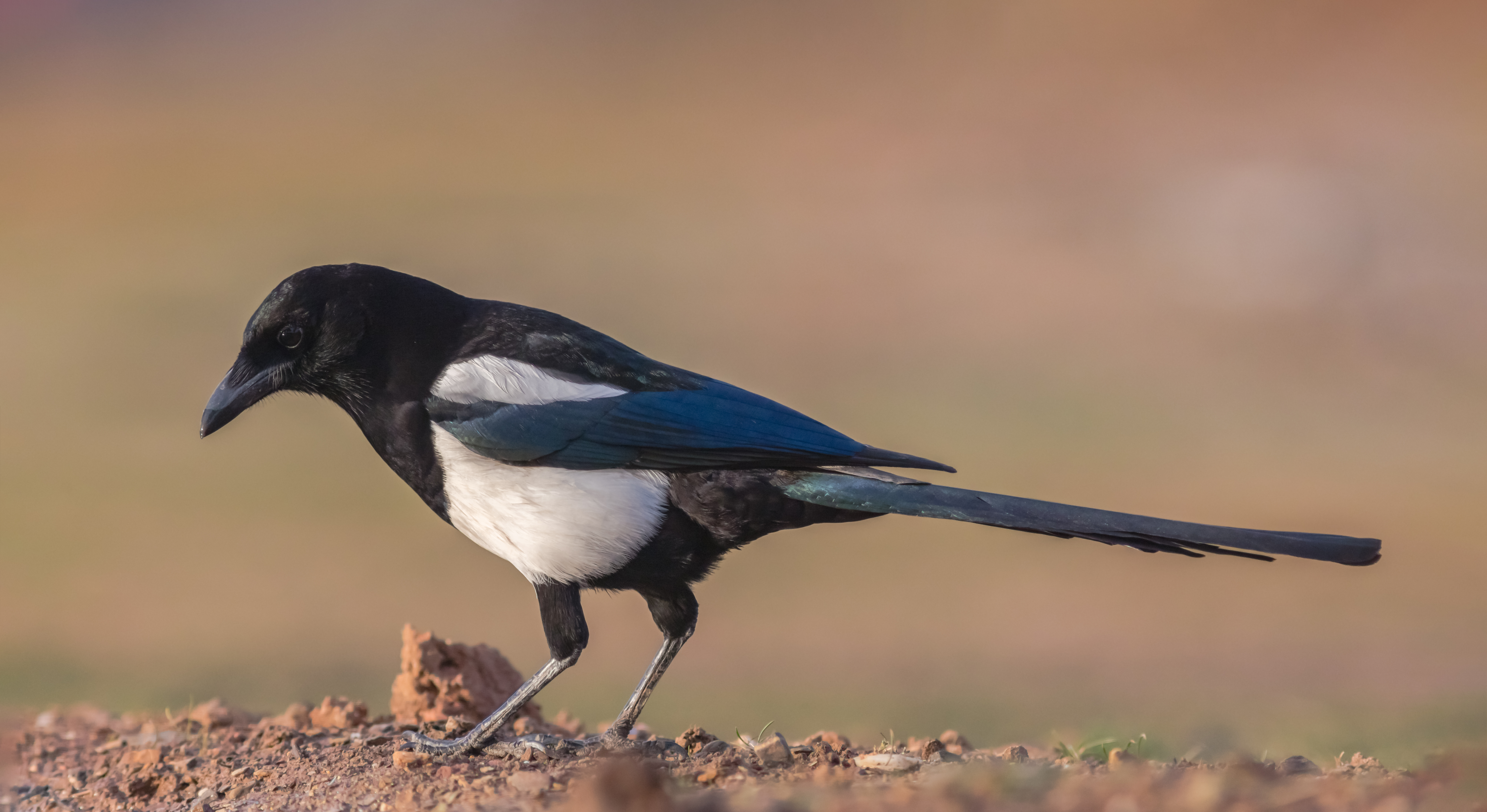
Ejemplar en Ciudad Real, España.

## Estado de conservación
La urraca euroasiática tiene un área de distribución extremadamente extensa. La población europea se estima entre 7,5 y 19 millones de parejas reproductoras. Si se tienen en cuenta las aves que crían en otros continentes, la población total se estima entre 46 y 228 millones de individuos. La tendencia de la población en Europa se ha mantenido estable desde 1980. No hay pruebas de que se esté produciendo un declive general grave de la población, por lo que la Unión Internacional para la Conservación de la Naturaleza clasifica a la especie como de Preocupación Menor.

## Taxonomía y clasificación sistemática
La urraca fue descrita e ilustrada por el naturalista suizo Conrad Gessner en su Historiae animalium de 1555. En 1758, Linneo incluyó la especie en la 10.ª edición de su Systema Naturae con el nombre binomial de Corvus pica. En 1760, el zoólogo francés Mathurin Jacques Brisson trasladó la urraca al género Pica. Pica es la palabra latina clásica para esta urraca.
La urraca euroasiática es casi idéntica en apariencia a la urraca de pico negro norteamericana (Pica hudsonia) y, en un momento dado, se consideró que las dos especies eran conespecíficas.
En el año 2000  la Unión Americana de Ornitólogos decidió tratar a la urraca de pico negro como una especie separada basándose en estudios de la vocalización y el comportamiento que indicaban que la urraca de pico negro estaba más cerca de la urraca de pico amarillo (Pica nuttalli) que de la urraca euroasiática.
La variación clinal gradual a lo largo de la extensa área de distribución geográfica y la intergradación de las distintas subespecies hace que los límites geográficos y la aceptación de las distintas subespecies varíen según las autoridades. El Congreso Internacional de Ornitología reconoce seis subespecies (una séptima, P. p. hemileucoptera, está incluida en P. p. bactriana):
- P. p. fennorum - Lönnberg, 1927: norte de Escandinavia y noroeste de Rusia
- P. p. pica - (Linneo, 1758): islas británicas y sur de Escandinavia, este hasta Rusia, sur hasta el Mediterráneo, incluidas la mayoría de las islas
- P. p. melanotos - A.E. Brehm, 1857: Península ibérica
- P. p. bactriana - Bonaparte, 1850: Siberia al este hasta el lago Baikal, al sur hasta el Cáucaso, Irak, Irán, Asia central y Pakistán
- P. p. leucoptera - Gould, 1862: sureste de Rusia y noreste de China
- P. p. camtschatica - Stejneger, 1884: norte del mar de Okhotsk y península de Kamchatka en el Lejano Oriente ruso

Otras consideradas ahora como especies distintas
- P. mauritanica - Malherbe, 1845: Norte de África (Marruecos, norte de Argelia y Túnez) (actualmente considerada una especie distinta, la urraca del Magreb)[25]
- P. asirensis - Bates, 1936: suroeste de Arabia Saudí (actualmente se considera una especie distinta, la urraca de Asir).[26]
- P. serica - Gould, 1845: este y sur de China, Taiwán, norte de Myanmar, norte de Laos y norte de Vietnam (actualmente se considera una especie distinta, la urraca oriental).
- P. bottanensis - Delessert, 1840: centro-oeste de China (actualmente se considera una especie distinta, la urraca de rabadilla negra).

Un estudio en el que se utilizó ADN mitocondrial y nuclear descubrió que las urracas del este y el noreste de China son genéticamente muy similares entre sí, pero difieren de las del noroeste de China y España.

## La urraca en la cultura popular
La urraca es uno de los animales que más supersticiones y dichos populares tiene en la cultura popular, quizás igualada con el cuervo y el gato.
- En Galicia, Asturias y León es conocida popularmente como pega.
- En Aragón, Navarra y La Rioja, a las urracas se les denomina picaraza.
- En catalán hay un dicho popular que dice dar urraca por perdiz (donar garsa per perdiu), similar al castellano dar gato por liebre; hace referencia a cuando se quiere engañar a alguien dándole algo de inferior calidad a lo que se solicita o espera.
- En leyendas populares antiguas de Inglaterra se cuenta que cuando Jesús estaba agonizando en la cruz todos los pájaros acudieron a consolarlo menos la urraca, por lo que se le maldijo eternamente. Quizás por esta creencia en las islas británicas siempre se asocia este animal con la mala suerte.
- En Escocia una urraca en una ventana anuncia una muerte próxima en la casa.
- En el folclore alemán, francés e italiano, existe la creencia de que las urracas presentan inclinación a la recolección de objetos brillantes, especialmente los preciosos. Esta creencia es la base del argumento de la ópera de Rossini, La gazza ladra, y del episodio de las aventuras de Tintín Las joyas de la Castafiore. En la Comunidad Valenciana, donde se denomina blanca, se cree que la urraca esconde objetos, circunstancia reflejada en la fraseología (pareixes una blanca, que tot ho amagues / guardes: «pareces una urraca, que todo lo escondes / guardas»). También se asocia a las personas parlanchinas (xarrar com una blanca)
- Según una leyenda de la mitología grecolatina, recogida por el poeta Ovidio en sus Metamorfosis,[28] las piérides, hijas del rey Piero de Macedonia, fueron transformadas en urracas al perder en un duelo musical contra las musas.
- En China, contrariamente, es considerada como un signo de felicidad; su traducción literal sería urraca feliz（trad.:喜鵲, sim.:喜鹊 xĭquè）.
- Durante la Edad Media existía la creencia de que estaban ligadas a la brujería, igual que los cuervos, cornejas y gatos negros.
- En Perú se llama urraca a las personas chismosas, siendo el origen del sobrenombre de la popular presentadora de un programa de espectáculos, Magaly Medina, a quien se apoda «la Urraca».
- El equipo de fútbol inglés Newcastle United Football Club tiene como sobrenombre los magpies en español «las urracas».
- En la posguerra mundial, se hicieron populares Las Urracas Parlanchinas.
- En Argentina, Ediciones de la Urraca fue una editorial de publicaciones satíricas muy popular, que existió desde 1974 hasta el año 2001.